# Парачи
Парачи — иранский язык, распространённый в некоторых населённых пунктах в долинах рек Шутул, Пачаган и Гочулан к северу и северо-востоку от Кабула (Афганистан). На нём разговаривают жители округов Ниджрау и Тагау (Nijrab, Tagab) провинции Каписа, а также округа Шутул в провинции Панджшер. Общая численность говорящих — около 600 человек.
По мнению В.А. Ефимова, парачи и родственный ему ормури принадлежат к северо-западной группе иранских языков, хотя некоторые исследователи считают парачи восточноиранским. Развился в средние века из мидийско-парфянских диалектов.